# Mirko Alilović
Mirko Alilović (Ljubuški, BiH, 15. rujna 1985.) hrvatski je rukometni vratar. Trenutačno igra za mađarski klub KC Veszprém.
Karijeru je Alilović započeo u Izviđaču iz Ljubuškog gdje je branio do 2006. godine, kada je otišao u španjolski klub CB Ademar León za koji je nastupao do 2010. godine.
Nakon CB Ademar León Mirko 2010. odlazi u slovenski RK Celje koji napušta 2011. godine kad prelazi u redove mađarskog KC Veszpréma.
S Hrvatskom rukometnom reprezentacijom osvojio je srebra na Europskom prvenstvu u Norveškoj 2008. i Svjetskom prvenstvu u Hrvatskoj 2009. te na Europskom prvenstvu u Austriji 2010. Nalazi se na popisu za EHF Europsko prvenstvo u Hrvatskoj 2018.godine

## Privatni život
U braku je sa Zagrepčankom Ivom Vranješ (Alilović), 2011. godine postao je otac sina Ivana, a 2013. po drugi put postaje otac kad mu se rađa sin Mate.

## Sastavi
| Sastav hrvatske rukometne reprezentacije na SP u Španjolskoj 2013. (3. mjesto) | Sastav hrvatske rukometne reprezentacije na SP u Španjolskoj 2013. (3. mjesto) | Sastav hrvatske rukometne reprezentacije na SP u Španjolskoj 2013. (3. mjesto) |
| --- | ------------------------------------------------------------------------------ | ------------------------------------------------------------------------------ |
| |                                                                                |                                                                                |
| 25 Mirko Alilović \| 20 Damir Bičanić \| 27 Ivan Čupić \| 5 Domagoj Duvnjak \| 10 Jakov Gojun \| 13 Zlatko Horvat \| 16 Filip Ivić \| 8 Marko Kopljar \| 6 Blaženko Lacković \| 23 Stipe Mandalinić \| 3 Marino Marić \| 28 Željko Musa \| 29 Ivan Ninčević \| 7 Luka Stepančić \| 17 Lovro Šprem \| 26 Manuel Štrlek \| Kapetan: 9 Igor Vori \| 14 Drago Vuković \| Izbornik: Slavko Goluža |                                                                                |                                                                                |

| Sastav hrvatske rukometne reprezentacije na SP u Španjolskoj 2013. (3. mjesto) | Sastav hrvatske rukometne reprezentacije na SP u Španjolskoj 2013. (3. mjesto) | Sastav hrvatske rukometne reprezentacije na SP u Španjolskoj 2013. (3. mjesto) |
| --- | ------------------------------------------------------------------------------ | ------------------------------------------------------------------------------ |
| |                                                                                |                                                                                |
| 25 Mirko Alilović \| 20 Damir Bičanić \| 27 Ivan Čupić \| 5 Domagoj Duvnjak \| 10 Jakov Gojun \| 13 Zlatko Horvat \| 16 Filip Ivić \| 8 Marko Kopljar \| 6 Blaženko Lacković \| 23 Stipe Mandalinić \| 3 Marino Marić \| 28 Željko Musa \| 29 Ivan Ninčević \| 7 Luka Stepančić \| 17 Lovro Šprem \| 26 Manuel Štrlek \| Kapetan: 9 Igor Vori \| 14 Drago Vuković \| Izbornik: Slavko Goluža |                                                                                |                                                                                |

| Sastav hrvatske rukometne reprezentacije na OI u Londonu 2012. (3. mjesto) | Sastav hrvatske rukometne reprezentacije na OI u Londonu 2012. (3. mjesto) | Sastav hrvatske rukometne reprezentacije na OI u Londonu 2012. (3. mjesto) |
| --- | -------------------------------------------------------------------------- | -------------------------------------------------------------------------- |
| |                                                                            |                                                                            |
| 25 Mirko Alilović \| 4 Ivano Balić \| 20 Damir Bičanić \| 21 Denis Buntić \| 27 Ivan Čupić \| 5 Domagoj Duvnjak \| 10 Jakov Gojun \| 13 Zlatko Horvat \| 8 Marko Kopljar \| 6 Blaženko Lacković \| 1 Venio Losert \| 29 Ivan Ninčević \| 26 Manuel Štrlek \| Kapetan: 9 Igor Vori \| 14 Drago Vuković \| Izbornik: Slavko Goluža |                                                                            |                                                                            |

| Sastav hrvatske rukometne reprezentacije na OI u Londonu 2012. (3. mjesto) | Sastav hrvatske rukometne reprezentacije na OI u Londonu 2012. (3. mjesto) | Sastav hrvatske rukometne reprezentacije na OI u Londonu 2012. (3. mjesto) |
| --- | -------------------------------------------------------------------------- | -------------------------------------------------------------------------- |
| |                                                                            |                                                                            |
| 25 Mirko Alilović \| 4 Ivano Balić \| 20 Damir Bičanić \| 21 Denis Buntić \| 27 Ivan Čupić \| 5 Domagoj Duvnjak \| 10 Jakov Gojun \| 13 Zlatko Horvat \| 8 Marko Kopljar \| 6 Blaženko Lacković \| 1 Venio Losert \| 29 Ivan Ninčević \| 26 Manuel Štrlek \| Kapetan: 9 Igor Vori \| 14 Drago Vuković \| Izbornik: Slavko Goluža |                                                                            |                                                                            |

| Sastav hrvatske rukometne reprezentacije na EP u Srbiji 2012. (3. mjesto) | Sastav hrvatske rukometne reprezentacije na EP u Srbiji 2012. (3. mjesto) | Sastav hrvatske rukometne reprezentacije na EP u Srbiji 2012. (3. mjesto) |
| --- | ------------------------------------------------------------------------- | ------------------------------------------------------------------------- |
| |                                                                           |                                                                           |
| 25 Mirko Alilović \| 4 Ivano Balić \| 17 Hrvoje Batinović \| 20 Damir Bičanić \| 21 Denis Buntić \| 27 Ivan Čupić \| 5 Domagoj Duvnjak \| 10 Jakov Gojun \| 13 Zlatko Horvat \| 8 Marko Kopljar \| 6 Blaženko Lacković \| 12 Venio Losert \| 28 Željko Musa \| 29 Ivan Ninčević \| 26 Manuel Štrlek \| Kapetan: 9 Igor Vori \| 14 Drago Vuković \| Izbornik: Slavko Goluža |                                                                           |                                                                           |

| Sastav hrvatske rukometne reprezentacije na EP u Srbiji 2012. (3. mjesto) | Sastav hrvatske rukometne reprezentacije na EP u Srbiji 2012. (3. mjesto) | Sastav hrvatske rukometne reprezentacije na EP u Srbiji 2012. (3. mjesto) |
| --- | ------------------------------------------------------------------------- | ------------------------------------------------------------------------- |
| |                                                                           |                                                                           |
| 25 Mirko Alilović \| 4 Ivano Balić \| 17 Hrvoje Batinović \| 20 Damir Bičanić \| 21 Denis Buntić \| 27 Ivan Čupić \| 5 Domagoj Duvnjak \| 10 Jakov Gojun \| 13 Zlatko Horvat \| 8 Marko Kopljar \| 6 Blaženko Lacković \| 12 Venio Losert \| 28 Željko Musa \| 29 Ivan Ninčević \| 26 Manuel Štrlek \| Kapetan: 9 Igor Vori \| 14 Drago Vuković \| Izbornik: Slavko Goluža |                                                                           |                                                                           |

| Sastav hrvatske rukometne reprezentacije na EP u Austriji 2010. (2. mjesto) | Sastav hrvatske rukometne reprezentacije na EP u Austriji 2010. (2. mjesto) | Sastav hrvatske rukometne reprezentacije na EP u Austriji 2010. (2. mjesto) |
| --- | --------------------------------------------------------------------------- | --------------------------------------------------------------------------- |
| |                                                                             |                                                                             |
| 4 Ivano Balić \| 5 Domagoj Duvnjak \| 6 Blaženko Lacković \| 7 Vedran Zrnić \| 8 Marko Kopljar \| 9 Igor Vori \| 10 Jakov Gojun \| 12 Goran Čarapina \| 14 Drago Vuković \| 17 Vedran Mataija \| 20 Damir Bičanić \| 21 Denis Buntić \| 24 Tonči Valčić \| 25 Mirko Alilović \| 26 Manuel Štrlek \| 27 Ivan Čupić \| 28 Željko Musa \| Izbornik: Lino Červar |                                                                             |                                                                             |

| Sastav hrvatske rukometne reprezentacije na EP u Austriji 2010. (2. mjesto) | Sastav hrvatske rukometne reprezentacije na EP u Austriji 2010. (2. mjesto) | Sastav hrvatske rukometne reprezentacije na EP u Austriji 2010. (2. mjesto) |
| --- | --------------------------------------------------------------------------- | --------------------------------------------------------------------------- |
| |                                                                             |                                                                             |
| 4 Ivano Balić \| 5 Domagoj Duvnjak \| 6 Blaženko Lacković \| 7 Vedran Zrnić \| 8 Marko Kopljar \| 9 Igor Vori \| 10 Jakov Gojun \| 12 Goran Čarapina \| 14 Drago Vuković \| 17 Vedran Mataija \| 20 Damir Bičanić \| 21 Denis Buntić \| 24 Tonči Valčić \| 25 Mirko Alilović \| 26 Manuel Štrlek \| 27 Ivan Čupić \| 28 Željko Musa \| Izbornik: Lino Červar |                                                                             |                                                                             |

| Sastav hrvatske rukometne reprezentacije na SP u Hrvatskoj 2009. (2. mjesto) | Sastav hrvatske rukometne reprezentacije na SP u Hrvatskoj 2009. (2. mjesto) | Sastav hrvatske rukometne reprezentacije na SP u Hrvatskoj 2009. (2. mjesto) |
| --- | ---------------------------------------------------------------------------- | ---------------------------------------------------------------------------- |
| |                                                                              |                                                                              |
| 1 Venio Losert \| 2 Mateo Hrvatin \| 4 Ivano Balić \| 5 Domagoj Duvnjak \| 6 Blaženko Lacković \| 7 Vedran Zrnić \| 8 Marko Kopljar \| 9 Igor Vori \| 10 Jakov Gojun \| 13 Zlatko Horvat \| 17 Goran Šprem \| 18 Denis Špoljarić \| 19 Petar Metličić \| 21 Denis Buntić \| 22 Josip Valčić \| 24 Tonči Valčić \| 25 Mirko Alilović \| 27 Ivan Čupić \| 28 Dalibor Anušić \| Izbornik: Lino Červar |                                                                              |                                                                              |

| Sastav hrvatske rukometne reprezentacije na SP u Hrvatskoj 2009. (2. mjesto) | Sastav hrvatske rukometne reprezentacije na SP u Hrvatskoj 2009. (2. mjesto) | Sastav hrvatske rukometne reprezentacije na SP u Hrvatskoj 2009. (2. mjesto) |
| --- | ---------------------------------------------------------------------------- | ---------------------------------------------------------------------------- |
| |                                                                              |                                                                              |
| 1 Venio Losert \| 2 Mateo Hrvatin \| 4 Ivano Balić \| 5 Domagoj Duvnjak \| 6 Blaženko Lacković \| 7 Vedran Zrnić \| 8 Marko Kopljar \| 9 Igor Vori \| 10 Jakov Gojun \| 13 Zlatko Horvat \| 17 Goran Šprem \| 18 Denis Špoljarić \| 19 Petar Metličić \| 21 Denis Buntić \| 22 Josip Valčić \| 24 Tonči Valčić \| 25 Mirko Alilović \| 27 Ivan Čupić \| 28 Dalibor Anušić \| Izbornik: Lino Červar |                                                                              |                                                                              |

| Sastav hrvatske rukometne reprezentacije na EP u Norveškoj 2008. (2. mjesto) | Sastav hrvatske rukometne reprezentacije na EP u Norveškoj 2008. (2. mjesto) | Sastav hrvatske rukometne reprezentacije na EP u Norveškoj 2008. (2. mjesto) |
| --- | ---------------------------------------------------------------------------- | ---------------------------------------------------------------------------- |
| |                                                                              |                                                                              |
| 2 Nikša Kaleb \| 3 Renato Sulić \| 4 Ivano Balić \| 5 Domagoj Duvnjak \| 6 Blaženko Lacković \| 9 Igor Vori \| 10 Davor Dominiković \| 12 Vjenceslav Somić \| 13 Zlatko Horvat \| 14 Drago Vuković \| 16 Dragan Jerković \| 18 Denis Špoljarić \| 19 Petar Metličić \| 22 Josip Valčić \| 23 Ljubo Vukić \| 24 Tonči Valčić \| 25 Mirko Alilović \| 27 Ivan Čupić \| Izbornik: Lino Červar |                                                                              |                                                                              |

| Sastav hrvatske rukometne reprezentacije na EP u Norveškoj 2008. (2. mjesto) | Sastav hrvatske rukometne reprezentacije na EP u Norveškoj 2008. (2. mjesto) | Sastav hrvatske rukometne reprezentacije na EP u Norveškoj 2008. (2. mjesto) |
| --- | ---------------------------------------------------------------------------- | ---------------------------------------------------------------------------- |
| |                                                                              |                                                                              |
| 2 Nikša Kaleb \| 3 Renato Sulić \| 4 Ivano Balić \| 5 Domagoj Duvnjak \| 6 Blaženko Lacković \| 9 Igor Vori \| 10 Davor Dominiković \| 12 Vjenceslav Somić \| 13 Zlatko Horvat \| 14 Drago Vuković \| 16 Dragan Jerković \| 18 Denis Špoljarić \| 19 Petar Metličić \| 22 Josip Valčić \| 23 Ljubo Vukić \| 24 Tonči Valčić \| 25 Mirko Alilović \| 27 Ivan Čupić \| Izbornik: Lino Červar |                                                                              |                                                                              |

| Sastav hrvatske rukometne reprezentacije na SP u Španjolskoj 2013. (3. mjesto) | Sastav hrvatske rukometne reprezentacije na SP u Španjolskoj 2013. (3. mjesto) | Sastav hrvatske rukometne reprezentacije na SP u Španjolskoj 2013. (3. mjesto) |
| --- | ------------------------------------------------------------------------------ | ------------------------------------------------------------------------------ |
| |                                                                                |                                                                                |
| 25 Mirko Alilović \| 20 Damir Bičanić \| 27 Ivan Čupić \| 5 Domagoj Duvnjak \| 10 Jakov Gojun \| 13 Zlatko Horvat \| 16 Filip Ivić \| 8 Marko Kopljar \| 6 Blaženko Lacković \| 23 Stipe Mandalinić \| 3 Marino Marić \| 28 Željko Musa \| 29 Ivan Ninčević \| 7 Luka Stepančić \| 17 Lovro Šprem \| 26 Manuel Štrlek \| Kapetan: 9 Igor Vori \| 14 Drago Vuković \| Izbornik: Slavko Goluža |                                                                                |                                                                                |

| Sastav hrvatske rukometne reprezentacije na SP u Španjolskoj 2013. (3. mjesto) | Sastav hrvatske rukometne reprezentacije na SP u Španjolskoj 2013. (3. mjesto) | Sastav hrvatske rukometne reprezentacije na SP u Španjolskoj 2013. (3. mjesto) |
| --- | ------------------------------------------------------------------------------ | ------------------------------------------------------------------------------ |
| |                                                                                |                                                                                |
| 25 Mirko Alilović \| 20 Damir Bičanić \| 27 Ivan Čupić \| 5 Domagoj Duvnjak \| 10 Jakov Gojun \| 13 Zlatko Horvat \| 16 Filip Ivić \| 8 Marko Kopljar \| 6 Blaženko Lacković \| 23 Stipe Mandalinić \| 3 Marino Marić \| 28 Željko Musa \| 29 Ivan Ninčević \| 7 Luka Stepančić \| 17 Lovro Šprem \| 26 Manuel Štrlek \| Kapetan: 9 Igor Vori \| 14 Drago Vuković \| Izbornik: Slavko Goluža |                                                                                |                                                                                |

| Sastav hrvatske rukometne reprezentacije na OI u Londonu 2012. (3. mjesto) | Sastav hrvatske rukometne reprezentacije na OI u Londonu 2012. (3. mjesto) | Sastav hrvatske rukometne reprezentacije na OI u Londonu 2012. (3. mjesto) |
| --- | -------------------------------------------------------------------------- | -------------------------------------------------------------------------- |
| |                                                                            |                                                                            |
| 25 Mirko Alilović \| 4 Ivano Balić \| 20 Damir Bičanić \| 21 Denis Buntić \| 27 Ivan Čupić \| 5 Domagoj Duvnjak \| 10 Jakov Gojun \| 13 Zlatko Horvat \| 8 Marko Kopljar \| 6 Blaženko Lacković \| 1 Venio Losert \| 29 Ivan Ninčević \| 26 Manuel Štrlek \| Kapetan: 9 Igor Vori \| 14 Drago Vuković \| Izbornik: Slavko Goluža |                                                                            |                                                                            |

| Sastav hrvatske rukometne reprezentacije na OI u Londonu 2012. (3. mjesto) | Sastav hrvatske rukometne reprezentacije na OI u Londonu 2012. (3. mjesto) | Sastav hrvatske rukometne reprezentacije na OI u Londonu 2012. (3. mjesto) |
| --- | -------------------------------------------------------------------------- | -------------------------------------------------------------------------- |
| |                                                                            |                                                                            |
| 25 Mirko Alilović \| 4 Ivano Balić \| 20 Damir Bičanić \| 21 Denis Buntić \| 27 Ivan Čupić \| 5 Domagoj Duvnjak \| 10 Jakov Gojun \| 13 Zlatko Horvat \| 8 Marko Kopljar \| 6 Blaženko Lacković \| 1 Venio Losert \| 29 Ivan Ninčević \| 26 Manuel Štrlek \| Kapetan: 9 Igor Vori \| 14 Drago Vuković \| Izbornik: Slavko Goluža |                                                                            |                                                                            |

| Sastav hrvatske rukometne reprezentacije na EP u Srbiji 2012. (3. mjesto) | Sastav hrvatske rukometne reprezentacije na EP u Srbiji 2012. (3. mjesto) | Sastav hrvatske rukometne reprezentacije na EP u Srbiji 2012. (3. mjesto) |
| --- | ------------------------------------------------------------------------- | ------------------------------------------------------------------------- |
| |                                                                           |                                                                           |
| 25 Mirko Alilović \| 4 Ivano Balić \| 17 Hrvoje Batinović \| 20 Damir Bičanić \| 21 Denis Buntić \| 27 Ivan Čupić \| 5 Domagoj Duvnjak \| 10 Jakov Gojun \| 13 Zlatko Horvat \| 8 Marko Kopljar \| 6 Blaženko Lacković \| 12 Venio Losert \| 28 Željko Musa \| 29 Ivan Ninčević \| 26 Manuel Štrlek \| Kapetan: 9 Igor Vori \| 14 Drago Vuković \| Izbornik: Slavko Goluža |                                                                           |                                                                           |

| Sastav hrvatske rukometne reprezentacije na EP u Srbiji 2012. (3. mjesto) | Sastav hrvatske rukometne reprezentacije na EP u Srbiji 2012. (3. mjesto) | Sastav hrvatske rukometne reprezentacije na EP u Srbiji 2012. (3. mjesto) |
| --- | ------------------------------------------------------------------------- | ------------------------------------------------------------------------- |
| |                                                                           |                                                                           |
| 25 Mirko Alilović \| 4 Ivano Balić \| 17 Hrvoje Batinović \| 20 Damir Bičanić \| 21 Denis Buntić \| 27 Ivan Čupić \| 5 Domagoj Duvnjak \| 10 Jakov Gojun \| 13 Zlatko Horvat \| 8 Marko Kopljar \| 6 Blaženko Lacković \| 12 Venio Losert \| 28 Željko Musa \| 29 Ivan Ninčević \| 26 Manuel Štrlek \| Kapetan: 9 Igor Vori \| 14 Drago Vuković \| Izbornik: Slavko Goluža |                                                                           |                                                                           |

| Sastav hrvatske rukometne reprezentacije na EP u Austriji 2010. (2. mjesto) | Sastav hrvatske rukometne reprezentacije na EP u Austriji 2010. (2. mjesto) | Sastav hrvatske rukometne reprezentacije na EP u Austriji 2010. (2. mjesto) |
| --- | --------------------------------------------------------------------------- | --------------------------------------------------------------------------- |
| |                                                                             |                                                                             |
| 4 Ivano Balić \| 5 Domagoj Duvnjak \| 6 Blaženko Lacković \| 7 Vedran Zrnić \| 8 Marko Kopljar \| 9 Igor Vori \| 10 Jakov Gojun \| 12 Goran Čarapina \| 14 Drago Vuković \| 17 Vedran Mataija \| 20 Damir Bičanić \| 21 Denis Buntić \| 24 Tonči Valčić \| 25 Mirko Alilović \| 26 Manuel Štrlek \| 27 Ivan Čupić \| 28 Željko Musa \| Izbornik: Lino Červar |                                                                             |                                                                             |

| Sastav hrvatske rukometne reprezentacije na EP u Austriji 2010. (2. mjesto) | Sastav hrvatske rukometne reprezentacije na EP u Austriji 2010. (2. mjesto) | Sastav hrvatske rukometne reprezentacije na EP u Austriji 2010. (2. mjesto) |
| --- | --------------------------------------------------------------------------- | --------------------------------------------------------------------------- |
| |                                                                             |                                                                             |
| 4 Ivano Balić \| 5 Domagoj Duvnjak \| 6 Blaženko Lacković \| 7 Vedran Zrnić \| 8 Marko Kopljar \| 9 Igor Vori \| 10 Jakov Gojun \| 12 Goran Čarapina \| 14 Drago Vuković \| 17 Vedran Mataija \| 20 Damir Bičanić \| 21 Denis Buntić \| 24 Tonči Valčić \| 25 Mirko Alilović \| 26 Manuel Štrlek \| 27 Ivan Čupić \| 28 Željko Musa \| Izbornik: Lino Červar |                                                                             |                                                                             |

| Sastav hrvatske rukometne reprezentacije na SP u Hrvatskoj 2009. (2. mjesto) | Sastav hrvatske rukometne reprezentacije na SP u Hrvatskoj 2009. (2. mjesto) | Sastav hrvatske rukometne reprezentacije na SP u Hrvatskoj 2009. (2. mjesto) |
| --- | ---------------------------------------------------------------------------- | ---------------------------------------------------------------------------- |
| |                                                                              |                                                                              |
| 1 Venio Losert \| 2 Mateo Hrvatin \| 4 Ivano Balić \| 5 Domagoj Duvnjak \| 6 Blaženko Lacković \| 7 Vedran Zrnić \| 8 Marko Kopljar \| 9 Igor Vori \| 10 Jakov Gojun \| 13 Zlatko Horvat \| 17 Goran Šprem \| 18 Denis Špoljarić \| 19 Petar Metličić \| 21 Denis Buntić \| 22 Josip Valčić \| 24 Tonči Valčić \| 25 Mirko Alilović \| 27 Ivan Čupić \| 28 Dalibor Anušić \| Izbornik: Lino Červar |                                                                              |                                                                              |

| Sastav hrvatske rukometne reprezentacije na SP u Hrvatskoj 2009. (2. mjesto) | Sastav hrvatske rukometne reprezentacije na SP u Hrvatskoj 2009. (2. mjesto) | Sastav hrvatske rukometne reprezentacije na SP u Hrvatskoj 2009. (2. mjesto) |
| --- | ---------------------------------------------------------------------------- | ---------------------------------------------------------------------------- |
| |                                                                              |                                                                              |
| 1 Venio Losert \| 2 Mateo Hrvatin \| 4 Ivano Balić \| 5 Domagoj Duvnjak \| 6 Blaženko Lacković \| 7 Vedran Zrnić \| 8 Marko Kopljar \| 9 Igor Vori \| 10 Jakov Gojun \| 13 Zlatko Horvat \| 17 Goran Šprem \| 18 Denis Špoljarić \| 19 Petar Metličić \| 21 Denis Buntić \| 22 Josip Valčić \| 24 Tonči Valčić \| 25 Mirko Alilović \| 27 Ivan Čupić \| 28 Dalibor Anušić \| Izbornik: Lino Červar |                                                                              |                                                                              |

| Sastav hrvatske rukometne reprezentacije na EP u Norveškoj 2008. (2. mjesto) | Sastav hrvatske rukometne reprezentacije na EP u Norveškoj 2008. (2. mjesto) | Sastav hrvatske rukometne reprezentacije na EP u Norveškoj 2008. (2. mjesto) |
| --- | ---------------------------------------------------------------------------- | ---------------------------------------------------------------------------- |
| |                                                                              |                                                                              |
| 2 Nikša Kaleb \| 3 Renato Sulić \| 4 Ivano Balić \| 5 Domagoj Duvnjak \| 6 Blaženko Lacković \| 9 Igor Vori \| 10 Davor Dominiković \| 12 Vjenceslav Somić \| 13 Zlatko Horvat \| 14 Drago Vuković \| 16 Dragan Jerković \| 18 Denis Špoljarić \| 19 Petar Metličić \| 22 Josip Valčić \| 23 Ljubo Vukić \| 24 Tonči Valčić \| 25 Mirko Alilović \| 27 Ivan Čupić \| Izbornik: Lino Červar |                                                                              |                                                                              |

| Sastav hrvatske rukometne reprezentacije na EP u Norveškoj 2008. (2. mjesto) | Sastav hrvatske rukometne reprezentacije na EP u Norveškoj 2008. (2. mjesto) | Sastav hrvatske rukometne reprezentacije na EP u Norveškoj 2008. (2. mjesto) |
| --- | ---------------------------------------------------------------------------- | ---------------------------------------------------------------------------- |
| |                                                                              |                                                                              |
| 2 Nikša Kaleb \| 3 Renato Sulić \| 4 Ivano Balić \| 5 Domagoj Duvnjak \| 6 Blaženko Lacković \| 9 Igor Vori \| 10 Davor Dominiković \| 12 Vjenceslav Somić \| 13 Zlatko Horvat \| 14 Drago Vuković \| 16 Dragan Jerković \| 18 Denis Špoljarić \| 19 Petar Metličić \| 22 Josip Valčić \| 23 Ljubo Vukić \| 24 Tonči Valčić \| 25 Mirko Alilović \| 27 Ivan Čupić \| Izbornik: Lino Červar |                                                                              |                                                                              |

| Sastav hrvatske rukometne reprezentacije na SP u Španjolskoj 2013. (3. mjesto) | Sastav hrvatske rukometne reprezentacije na SP u Španjolskoj 2013. (3. mjesto) | Sastav hrvatske rukometne reprezentacije na SP u Španjolskoj 2013. (3. mjesto) |
| --- | ------------------------------------------------------------------------------ | ------------------------------------------------------------------------------ |
| |                                                                                |                                                                                |
| 25 Mirko Alilović \| 20 Damir Bičanić \| 27 Ivan Čupić \| 5 Domagoj Duvnjak \| 10 Jakov Gojun \| 13 Zlatko Horvat \| 16 Filip Ivić \| 8 Marko Kopljar \| 6 Blaženko Lacković \| 23 Stipe Mandalinić \| 3 Marino Marić \| 28 Željko Musa \| 29 Ivan Ninčević \| 7 Luka Stepančić \| 17 Lovro Šprem \| 26 Manuel Štrlek \| Kapetan: 9 Igor Vori \| 14 Drago Vuković \| Izbornik: Slavko Goluža |                                                                                |                                                                                |

| Sastav hrvatske rukometne reprezentacije na SP u Španjolskoj 2013. (3. mjesto) | Sastav hrvatske rukometne reprezentacije na SP u Španjolskoj 2013. (3. mjesto) | Sastav hrvatske rukometne reprezentacije na SP u Španjolskoj 2013. (3. mjesto) |
| --- | ------------------------------------------------------------------------------ | ------------------------------------------------------------------------------ |
| |                                                                                |                                                                                |
| 25 Mirko Alilović \| 20 Damir Bičanić \| 27 Ivan Čupić \| 5 Domagoj Duvnjak \| 10 Jakov Gojun \| 13 Zlatko Horvat \| 16 Filip Ivić \| 8 Marko Kopljar \| 6 Blaženko Lacković \| 23 Stipe Mandalinić \| 3 Marino Marić \| 28 Željko Musa \| 29 Ivan Ninčević \| 7 Luka Stepančić \| 17 Lovro Šprem \| 26 Manuel Štrlek \| Kapetan: 9 Igor Vori \| 14 Drago Vuković \| Izbornik: Slavko Goluža |                                                                                |                                                                                |

| Sastav hrvatske rukometne reprezentacije na OI u Londonu 2012. (3. mjesto) | Sastav hrvatske rukometne reprezentacije na OI u Londonu 2012. (3. mjesto) | Sastav hrvatske rukometne reprezentacije na OI u Londonu 2012. (3. mjesto) |
| --- | -------------------------------------------------------------------------- | -------------------------------------------------------------------------- |
| |                                                                            |                                                                            |
| 25 Mirko Alilović \| 4 Ivano Balić \| 20 Damir Bičanić \| 21 Denis Buntić \| 27 Ivan Čupić \| 5 Domagoj Duvnjak \| 10 Jakov Gojun \| 13 Zlatko Horvat \| 8 Marko Kopljar \| 6 Blaženko Lacković \| 1 Venio Losert \| 29 Ivan Ninčević \| 26 Manuel Štrlek \| Kapetan: 9 Igor Vori \| 14 Drago Vuković \| Izbornik: Slavko Goluža |                                                                            |                                                                            |

| Sastav hrvatske rukometne reprezentacije na OI u Londonu 2012. (3. mjesto) | Sastav hrvatske rukometne reprezentacije na OI u Londonu 2012. (3. mjesto) | Sastav hrvatske rukometne reprezentacije na OI u Londonu 2012. (3. mjesto) |
| --- | -------------------------------------------------------------------------- | -------------------------------------------------------------------------- |
| |                                                                            |                                                                            |
| 25 Mirko Alilović \| 4 Ivano Balić \| 20 Damir Bičanić \| 21 Denis Buntić \| 27 Ivan Čupić \| 5 Domagoj Duvnjak \| 10 Jakov Gojun \| 13 Zlatko Horvat \| 8 Marko Kopljar \| 6 Blaženko Lacković \| 1 Venio Losert \| 29 Ivan Ninčević \| 26 Manuel Štrlek \| Kapetan: 9 Igor Vori \| 14 Drago Vuković \| Izbornik: Slavko Goluža |                                                                            |                                                                            |

| Sastav hrvatske rukometne reprezentacije na EP u Srbiji 2012. (3. mjesto) | Sastav hrvatske rukometne reprezentacije na EP u Srbiji 2012. (3. mjesto) | Sastav hrvatske rukometne reprezentacije na EP u Srbiji 2012. (3. mjesto) |
| --- | ------------------------------------------------------------------------- | ------------------------------------------------------------------------- |
| |                                                                           |                                                                           |
| 25 Mirko Alilović \| 4 Ivano Balić \| 17 Hrvoje Batinović \| 20 Damir Bičanić \| 21 Denis Buntić \| 27 Ivan Čupić \| 5 Domagoj Duvnjak \| 10 Jakov Gojun \| 13 Zlatko Horvat \| 8 Marko Kopljar \| 6 Blaženko Lacković \| 12 Venio Losert \| 28 Željko Musa \| 29 Ivan Ninčević \| 26 Manuel Štrlek \| Kapetan: 9 Igor Vori \| 14 Drago Vuković \| Izbornik: Slavko Goluža |                                                                           |                                                                           |

| Sastav hrvatske rukometne reprezentacije na EP u Srbiji 2012. (3. mjesto) | Sastav hrvatske rukometne reprezentacije na EP u Srbiji 2012. (3. mjesto) | Sastav hrvatske rukometne reprezentacije na EP u Srbiji 2012. (3. mjesto) |
| --- | ------------------------------------------------------------------------- | ------------------------------------------------------------------------- |
| |                                                                           |                                                                           |
| 25 Mirko Alilović \| 4 Ivano Balić \| 17 Hrvoje Batinović \| 20 Damir Bičanić \| 21 Denis Buntić \| 27 Ivan Čupić \| 5 Domagoj Duvnjak \| 10 Jakov Gojun \| 13 Zlatko Horvat \| 8 Marko Kopljar \| 6 Blaženko Lacković \| 12 Venio Losert \| 28 Željko Musa \| 29 Ivan Ninčević \| 26 Manuel Štrlek \| Kapetan: 9 Igor Vori \| 14 Drago Vuković \| Izbornik: Slavko Goluža |                                                                           |                                                                           |

| Sastav hrvatske rukometne reprezentacije na EP u Austriji 2010. (2. mjesto) | Sastav hrvatske rukometne reprezentacije na EP u Austriji 2010. (2. mjesto) | Sastav hrvatske rukometne reprezentacije na EP u Austriji 2010. (2. mjesto) |
| --- | --------------------------------------------------------------------------- | --------------------------------------------------------------------------- |
| |                                                                             |                                                                             |
| 4 Ivano Balić \| 5 Domagoj Duvnjak \| 6 Blaženko Lacković \| 7 Vedran Zrnić \| 8 Marko Kopljar \| 9 Igor Vori \| 10 Jakov Gojun \| 12 Goran Čarapina \| 14 Drago Vuković \| 17 Vedran Mataija \| 20 Damir Bičanić \| 21 Denis Buntić \| 24 Tonči Valčić \| 25 Mirko Alilović \| 26 Manuel Štrlek \| 27 Ivan Čupić \| 28 Željko Musa \| Izbornik: Lino Červar |                                                                             |                                                                             |

| Sastav hrvatske rukometne reprezentacije na EP u Austriji 2010. (2. mjesto) | Sastav hrvatske rukometne reprezentacije na EP u Austriji 2010. (2. mjesto) | Sastav hrvatske rukometne reprezentacije na EP u Austriji 2010. (2. mjesto) |
| --- | --------------------------------------------------------------------------- | --------------------------------------------------------------------------- |
| |                                                                             |                                                                             |
| 4 Ivano Balić \| 5 Domagoj Duvnjak \| 6 Blaženko Lacković \| 7 Vedran Zrnić \| 8 Marko Kopljar \| 9 Igor Vori \| 10 Jakov Gojun \| 12 Goran Čarapina \| 14 Drago Vuković \| 17 Vedran Mataija \| 20 Damir Bičanić \| 21 Denis Buntić \| 24 Tonči Valčić \| 25 Mirko Alilović \| 26 Manuel Štrlek \| 27 Ivan Čupić \| 28 Željko Musa \| Izbornik: Lino Červar |                                                                             |                                                                             |

| Sastav hrvatske rukometne reprezentacije na SP u Hrvatskoj 2009. (2. mjesto) | Sastav hrvatske rukometne reprezentacije na SP u Hrvatskoj 2009. (2. mjesto) | Sastav hrvatske rukometne reprezentacije na SP u Hrvatskoj 2009. (2. mjesto) |
| --- | ---------------------------------------------------------------------------- | ---------------------------------------------------------------------------- |
| |                                                                              |                                                                              |
| 1 Venio Losert \| 2 Mateo Hrvatin \| 4 Ivano Balić \| 5 Domagoj Duvnjak \| 6 Blaženko Lacković \| 7 Vedran Zrnić \| 8 Marko Kopljar \| 9 Igor Vori \| 10 Jakov Gojun \| 13 Zlatko Horvat \| 17 Goran Šprem \| 18 Denis Špoljarić \| 19 Petar Metličić \| 21 Denis Buntić \| 22 Josip Valčić \| 24 Tonči Valčić \| 25 Mirko Alilović \| 27 Ivan Čupić \| 28 Dalibor Anušić \| Izbornik: Lino Červar |                                                                              |                                                                              |

| Sastav hrvatske rukometne reprezentacije na SP u Hrvatskoj 2009. (2. mjesto) | Sastav hrvatske rukometne reprezentacije na SP u Hrvatskoj 2009. (2. mjesto) | Sastav hrvatske rukometne reprezentacije na SP u Hrvatskoj 2009. (2. mjesto) |
| --- | ---------------------------------------------------------------------------- | ---------------------------------------------------------------------------- |
| |                                                                              |                                                                              |
| 1 Venio Losert \| 2 Mateo Hrvatin \| 4 Ivano Balić \| 5 Domagoj Duvnjak \| 6 Blaženko Lacković \| 7 Vedran Zrnić \| 8 Marko Kopljar \| 9 Igor Vori \| 10 Jakov Gojun \| 13 Zlatko Horvat \| 17 Goran Šprem \| 18 Denis Špoljarić \| 19 Petar Metličić \| 21 Denis Buntić \| 22 Josip Valčić \| 24 Tonči Valčić \| 25 Mirko Alilović \| 27 Ivan Čupić \| 28 Dalibor Anušić \| Izbornik: Lino Červar |                                                                              |                                                                              |

| Sastav hrvatske rukometne reprezentacije na EP u Norveškoj 2008. (2. mjesto) | Sastav hrvatske rukometne reprezentacije na EP u Norveškoj 2008. (2. mjesto) | Sastav hrvatske rukometne reprezentacije na EP u Norveškoj 2008. (2. mjesto) |
| --- | ---------------------------------------------------------------------------- | ---------------------------------------------------------------------------- |
| |                                                                              |                                                                              |
| 2 Nikša Kaleb \| 3 Renato Sulić \| 4 Ivano Balić \| 5 Domagoj Duvnjak \| 6 Blaženko Lacković \| 9 Igor Vori \| 10 Davor Dominiković \| 12 Vjenceslav Somić \| 13 Zlatko Horvat \| 14 Drago Vuković \| 16 Dragan Jerković \| 18 Denis Špoljarić \| 19 Petar Metličić \| 22 Josip Valčić \| 23 Ljubo Vukić \| 24 Tonči Valčić \| 25 Mirko Alilović \| 27 Ivan Čupić \| Izbornik: Lino Červar |                                                                              |                                                                              |

| Sastav hrvatske rukometne reprezentacije na EP u Norveškoj 2008. (2. mjesto) | Sastav hrvatske rukometne reprezentacije na EP u Norveškoj 2008. (2. mjesto) | Sastav hrvatske rukometne reprezentacije na EP u Norveškoj 2008. (2. mjesto) |
| --- | ---------------------------------------------------------------------------- | ---------------------------------------------------------------------------- |
| |                                                                              |                                                                              |
| 2 Nikša Kaleb \| 3 Renato Sulić \| 4 Ivano Balić \| 5 Domagoj Duvnjak \| 6 Blaženko Lacković \| 9 Igor Vori \| 10 Davor Dominiković \| 12 Vjenceslav Somić \| 13 Zlatko Horvat \| 14 Drago Vuković \| 16 Dragan Jerković \| 18 Denis Špoljarić \| 19 Petar Metličić \| 22 Josip Valčić \| 23 Ljubo Vukić \| 24 Tonči Valčić \| 25 Mirko Alilović \| 27 Ivan Čupić \| Izbornik: Lino Červar |                                                                              |                                                                              |

| Sastav hrvatske rukometne reprezentacije na SP u Španjolskoj 2013. (3. mjesto) | Sastav hrvatske rukometne reprezentacije na SP u Španjolskoj 2013. (3. mjesto) | Sastav hrvatske rukometne reprezentacije na SP u Španjolskoj 2013. (3. mjesto) |
| --- | ------------------------------------------------------------------------------ | ------------------------------------------------------------------------------ |
| |                                                                                |                                                                                |
| 25 Mirko Alilović \| 20 Damir Bičanić \| 27 Ivan Čupić \| 5 Domagoj Duvnjak \| 10 Jakov Gojun \| 13 Zlatko Horvat \| 16 Filip Ivić \| 8 Marko Kopljar \| 6 Blaženko Lacković \| 23 Stipe Mandalinić \| 3 Marino Marić \| 28 Željko Musa \| 29 Ivan Ninčević \| 7 Luka Stepančić \| 17 Lovro Šprem \| 26 Manuel Štrlek \| Kapetan: 9 Igor Vori \| 14 Drago Vuković \| Izbornik: Slavko Goluža |                                                                                |                                                                                |

| Sastav hrvatske rukometne reprezentacije na SP u Španjolskoj 2013. (3. mjesto) | Sastav hrvatske rukometne reprezentacije na SP u Španjolskoj 2013. (3. mjesto) | Sastav hrvatske rukometne reprezentacije na SP u Španjolskoj 2013. (3. mjesto) |
| --- | ------------------------------------------------------------------------------ | ------------------------------------------------------------------------------ |
| |                                                                                |                                                                                |
| 25 Mirko Alilović \| 20 Damir Bičanić \| 27 Ivan Čupić \| 5 Domagoj Duvnjak \| 10 Jakov Gojun \| 13 Zlatko Horvat \| 16 Filip Ivić \| 8 Marko Kopljar \| 6 Blaženko Lacković \| 23 Stipe Mandalinić \| 3 Marino Marić \| 28 Željko Musa \| 29 Ivan Ninčević \| 7 Luka Stepančić \| 17 Lovro Šprem \| 26 Manuel Štrlek \| Kapetan: 9 Igor Vori \| 14 Drago Vuković \| Izbornik: Slavko Goluža |                                                                                |                                                                                |

| Sastav hrvatske rukometne reprezentacije na OI u Londonu 2012. (3. mjesto) | Sastav hrvatske rukometne reprezentacije na OI u Londonu 2012. (3. mjesto) | Sastav hrvatske rukometne reprezentacije na OI u Londonu 2012. (3. mjesto) |
| --- | -------------------------------------------------------------------------- | -------------------------------------------------------------------------- |
| |                                                                            |                                                                            |
| 25 Mirko Alilović \| 4 Ivano Balić \| 20 Damir Bičanić \| 21 Denis Buntić \| 27 Ivan Čupić \| 5 Domagoj Duvnjak \| 10 Jakov Gojun \| 13 Zlatko Horvat \| 8 Marko Kopljar \| 6 Blaženko Lacković \| 1 Venio Losert \| 29 Ivan Ninčević \| 26 Manuel Štrlek \| Kapetan: 9 Igor Vori \| 14 Drago Vuković \| Izbornik: Slavko Goluža |                                                                            |                                                                            |

| Sastav hrvatske rukometne reprezentacije na OI u Londonu 2012. (3. mjesto) | Sastav hrvatske rukometne reprezentacije na OI u Londonu 2012. (3. mjesto) | Sastav hrvatske rukometne reprezentacije na OI u Londonu 2012. (3. mjesto) |
| --- | -------------------------------------------------------------------------- | -------------------------------------------------------------------------- |
| |                                                                            |                                                                            |
| 25 Mirko Alilović \| 4 Ivano Balić \| 20 Damir Bičanić \| 21 Denis Buntić \| 27 Ivan Čupić \| 5 Domagoj Duvnjak \| 10 Jakov Gojun \| 13 Zlatko Horvat \| 8 Marko Kopljar \| 6 Blaženko Lacković \| 1 Venio Losert \| 29 Ivan Ninčević \| 26 Manuel Štrlek \| Kapetan: 9 Igor Vori \| 14 Drago Vuković \| Izbornik: Slavko Goluža |                                                                            |                                                                            |

| Sastav hrvatske rukometne reprezentacije na EP u Srbiji 2012. (3. mjesto) | Sastav hrvatske rukometne reprezentacije na EP u Srbiji 2012. (3. mjesto) | Sastav hrvatske rukometne reprezentacije na EP u Srbiji 2012. (3. mjesto) |
| --- | ------------------------------------------------------------------------- | ------------------------------------------------------------------------- |
| |                                                                           |                                                                           |
| 25 Mirko Alilović \| 4 Ivano Balić \| 17 Hrvoje Batinović \| 20 Damir Bičanić \| 21 Denis Buntić \| 27 Ivan Čupić \| 5 Domagoj Duvnjak \| 10 Jakov Gojun \| 13 Zlatko Horvat \| 8 Marko Kopljar \| 6 Blaženko Lacković \| 12 Venio Losert \| 28 Željko Musa \| 29 Ivan Ninčević \| 26 Manuel Štrlek \| Kapetan: 9 Igor Vori \| 14 Drago Vuković \| Izbornik: Slavko Goluža |                                                                           |                                                                           |

| Sastav hrvatske rukometne reprezentacije na EP u Srbiji 2012. (3. mjesto) | Sastav hrvatske rukometne reprezentacije na EP u Srbiji 2012. (3. mjesto) | Sastav hrvatske rukometne reprezentacije na EP u Srbiji 2012. (3. mjesto) |
| --- | ------------------------------------------------------------------------- | ------------------------------------------------------------------------- |
| |                                                                           |                                                                           |
| 25 Mirko Alilović \| 4 Ivano Balić \| 17 Hrvoje Batinović \| 20 Damir Bičanić \| 21 Denis Buntić \| 27 Ivan Čupić \| 5 Domagoj Duvnjak \| 10 Jakov Gojun \| 13 Zlatko Horvat \| 8 Marko Kopljar \| 6 Blaženko Lacković \| 12 Venio Losert \| 28 Željko Musa \| 29 Ivan Ninčević \| 26 Manuel Štrlek \| Kapetan: 9 Igor Vori \| 14 Drago Vuković \| Izbornik: Slavko Goluža |                                                                           |                                                                           |

| Sastav hrvatske rukometne reprezentacije na EP u Austriji 2010. (2. mjesto) | Sastav hrvatske rukometne reprezentacije na EP u Austriji 2010. (2. mjesto) | Sastav hrvatske rukometne reprezentacije na EP u Austriji 2010. (2. mjesto) |
| --- | --------------------------------------------------------------------------- | --------------------------------------------------------------------------- |
| |                                                                             |                                                                             |
| 4 Ivano Balić \| 5 Domagoj Duvnjak \| 6 Blaženko Lacković \| 7 Vedran Zrnić \| 8 Marko Kopljar \| 9 Igor Vori \| 10 Jakov Gojun \| 12 Goran Čarapina \| 14 Drago Vuković \| 17 Vedran Mataija \| 20 Damir Bičanić \| 21 Denis Buntić \| 24 Tonči Valčić \| 25 Mirko Alilović \| 26 Manuel Štrlek \| 27 Ivan Čupić \| 28 Željko Musa \| Izbornik: Lino Červar |                                                                             |                                                                             |

| Sastav hrvatske rukometne reprezentacije na EP u Austriji 2010. (2. mjesto) | Sastav hrvatske rukometne reprezentacije na EP u Austriji 2010. (2. mjesto) | Sastav hrvatske rukometne reprezentacije na EP u Austriji 2010. (2. mjesto) |
| --- | --------------------------------------------------------------------------- | --------------------------------------------------------------------------- |
| |                                                                             |                                                                             |
| 4 Ivano Balić \| 5 Domagoj Duvnjak \| 6 Blaženko Lacković \| 7 Vedran Zrnić \| 8 Marko Kopljar \| 9 Igor Vori \| 10 Jakov Gojun \| 12 Goran Čarapina \| 14 Drago Vuković \| 17 Vedran Mataija \| 20 Damir Bičanić \| 21 Denis Buntić \| 24 Tonči Valčić \| 25 Mirko Alilović \| 26 Manuel Štrlek \| 27 Ivan Čupić \| 28 Željko Musa \| Izbornik: Lino Červar |                                                                             |                                                                             |

| Sastav hrvatske rukometne reprezentacije na SP u Hrvatskoj 2009. (2. mjesto) | Sastav hrvatske rukometne reprezentacije na SP u Hrvatskoj 2009. (2. mjesto) | Sastav hrvatske rukometne reprezentacije na SP u Hrvatskoj 2009. (2. mjesto) |
| --- | ---------------------------------------------------------------------------- | ---------------------------------------------------------------------------- |
| |                                                                              |                                                                              |
| 1 Venio Losert \| 2 Mateo Hrvatin \| 4 Ivano Balić \| 5 Domagoj Duvnjak \| 6 Blaženko Lacković \| 7 Vedran Zrnić \| 8 Marko Kopljar \| 9 Igor Vori \| 10 Jakov Gojun \| 13 Zlatko Horvat \| 17 Goran Šprem \| 18 Denis Špoljarić \| 19 Petar Metličić \| 21 Denis Buntić \| 22 Josip Valčić \| 24 Tonči Valčić \| 25 Mirko Alilović \| 27 Ivan Čupić \| 28 Dalibor Anušić \| Izbornik: Lino Červar |                                                                              |                                                                              |

| Sastav hrvatske rukometne reprezentacije na SP u Hrvatskoj 2009. (2. mjesto) | Sastav hrvatske rukometne reprezentacije na SP u Hrvatskoj 2009. (2. mjesto) | Sastav hrvatske rukometne reprezentacije na SP u Hrvatskoj 2009. (2. mjesto) |
| --- | ---------------------------------------------------------------------------- | ---------------------------------------------------------------------------- |
| |                                                                              |                                                                              |
| 1 Venio Losert \| 2 Mateo Hrvatin \| 4 Ivano Balić \| 5 Domagoj Duvnjak \| 6 Blaženko Lacković \| 7 Vedran Zrnić \| 8 Marko Kopljar \| 9 Igor Vori \| 10 Jakov Gojun \| 13 Zlatko Horvat \| 17 Goran Šprem \| 18 Denis Špoljarić \| 19 Petar Metličić \| 21 Denis Buntić \| 22 Josip Valčić \| 24 Tonči Valčić \| 25 Mirko Alilović \| 27 Ivan Čupić \| 28 Dalibor Anušić \| Izbornik: Lino Červar |                                                                              |                                                                              |

| Sastav hrvatske rukometne reprezentacije na EP u Norveškoj 2008. (2. mjesto) | Sastav hrvatske rukometne reprezentacije na EP u Norveškoj 2008. (2. mjesto) | Sastav hrvatske rukometne reprezentacije na EP u Norveškoj 2008. (2. mjesto) |
| --- | ---------------------------------------------------------------------------- | ---------------------------------------------------------------------------- |
| |                                                                              |                                                                              |
| 2 Nikša Kaleb \| 3 Renato Sulić \| 4 Ivano Balić \| 5 Domagoj Duvnjak \| 6 Blaženko Lacković \| 9 Igor Vori \| 10 Davor Dominiković \| 12 Vjenceslav Somić \| 13 Zlatko Horvat \| 14 Drago Vuković \| 16 Dragan Jerković \| 18 Denis Špoljarić \| 19 Petar Metličić \| 22 Josip Valčić \| 23 Ljubo Vukić \| 24 Tonči Valčić \| 25 Mirko Alilović \| 27 Ivan Čupić \| Izbornik: Lino Červar |                                                                              |                                                                              |

| Sastav hrvatske rukometne reprezentacije na EP u Norveškoj 2008. (2. mjesto) | Sastav hrvatske rukometne reprezentacije na EP u Norveškoj 2008. (2. mjesto) | Sastav hrvatske rukometne reprezentacije na EP u Norveškoj 2008. (2. mjesto) |
| --- | ---------------------------------------------------------------------------- | ---------------------------------------------------------------------------- |
| |                                                                              |                                                                              |
| 2 Nikša Kaleb \| 3 Renato Sulić \| 4 Ivano Balić \| 5 Domagoj Duvnjak \| 6 Blaženko Lacković \| 9 Igor Vori \| 10 Davor Dominiković \| 12 Vjenceslav Somić \| 13 Zlatko Horvat \| 14 Drago Vuković \| 16 Dragan Jerković \| 18 Denis Špoljarić \| 19 Petar Metličić \| 22 Josip Valčić \| 23 Ljubo Vukić \| 24 Tonči Valčić \| 25 Mirko Alilović \| 27 Ivan Čupić \| Izbornik: Lino Červar |                                                                              |                                                                              |